# Дмитровский, Дмитрий Иванович
Дмитрий Иванович Дмитровский (14 [26] ноября 1836, Орловская губерния — 17 [29] мая 1881, Санкт-Петербург) — российский врач—офтальмолог; доктор медицины, автор ряда научных трудов; редактор-издатель еженедельной медицинской газеты «Медицинский вестник» (1872—1881).

## Биография
Дмитрий Дмитровский родился 14 ноября 1836 года в Орловской губернии Российской империи в семье врача. Среднее образование получил в Орловской мужской гимназии, которую окончил с золотою медалью.
В 1855 году Дмитровский поступил в Императорскую Петербургскую медико-хирургическую академию, курс которой окончил с отличием в 1860 году со званием лекаря.
Для усовершенствования был оставлен на три года при Академии и вместе с тем назначен на службу в военное ведомство Российской империи и был прикомандирован ко Второму сухопутному (позднее клиническому) госпиталю. Эти три года Дмитровский занимался преимущественно глазными болезнями и к 1863 году, как результат своих работ, приготовил труд: «О влиянии шейного ствола симпатического нерва на кровообращение в сосудистой и сетчатой оболочке». Этот труд был представлен, как докторская диссертация, успешно защитив которую и получив степень доктора медицины 3 августа 1863 года, Дмитровский был определён сверхштатным ординатором при глазном отделении военно-сухопутного госпиталя.
В феврале 1868 года Дмитровский занял должность инспектора фельдшерской школы при сухопутном госпитале, но быстро убедился в полном несоответствии этой чисто административной службы своему желанию лечить людей и в октябре того же года уволился по собственному прошению.

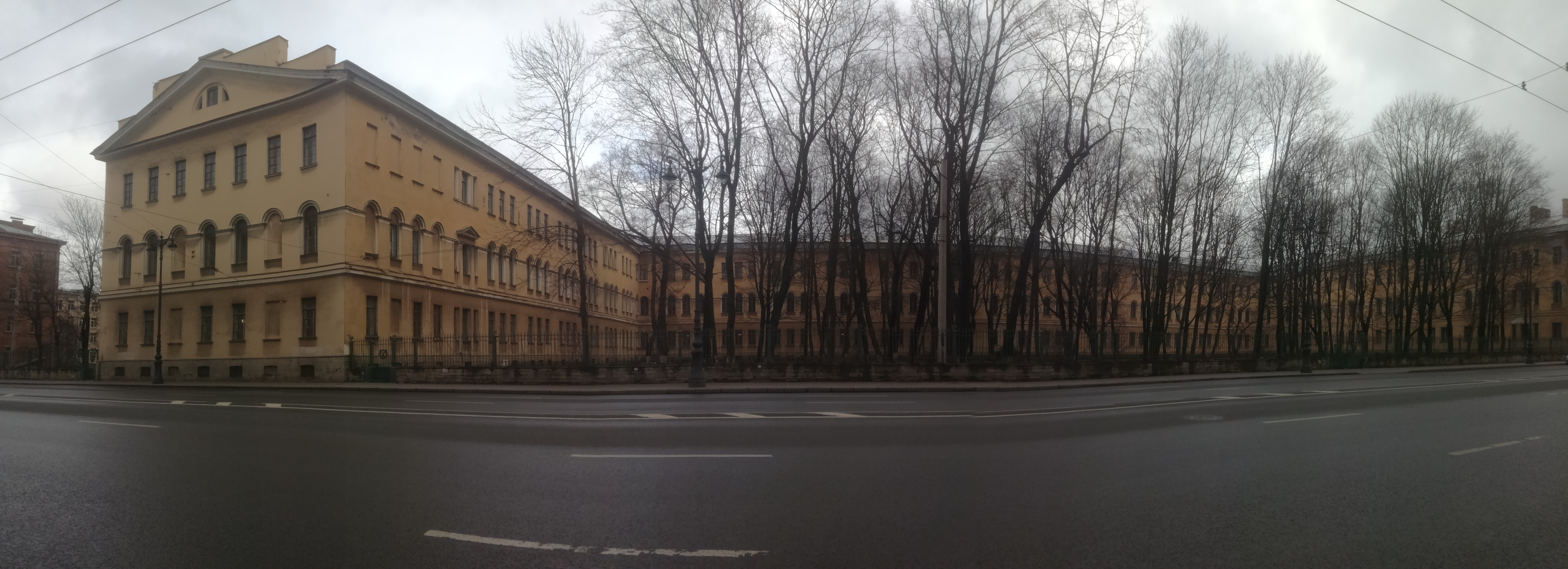
Николаевский госпиталь

В 1869 году Дмитровский стал старшим ординатором Николаевского военного госпиталя (ныне 442-й окружной военный клинический госпиталь имени З. П. Соловьёва) и был командирован главным военно-медицинским управлением за границу «для усовершенствования в науках». За границей Дмитровский работал в клиниках Вюрцбурга, Вены и Берлина, занимаясь, кроме своей специальности — глазных болезней, и другими отраслями медицины. В 1871 году Дмитровский вернулся из-за границы и стал заведующим глазным отделением в Николаевском военном госпитале.
В 1872 году начал издавать и редактировать в Санкт-Петербурге газету «Медицинский вестник». С этих пор до самой смерти жизнь его, заполненная тяжелой работой по изданию газеты и отправлением обязанностей врача, а в немногое остающееся время посвященная служению науке, в своем внешнем течении представляет мало перемен. 17 мая 1881 года Дмитрий Иванович Дмитровский безвременно скончался, заразившись у постели больного сыпным тифом и был похоронен на Волковом кладбище.
Как врач-практик, Дмитровский был верен клятве Гиппократа не различая больных на богатых и бедных; последним он выдавал лекарства бесплатно. Особенность его воззрений на науку заключалась в том, что он не вполне признавал космополитизм и думал, что русская медицина должна развиваться своим национальным путём и иметь свой национальный оттенок.